# Депок
Депок (індонез. Kota Depok) — одне із міст-мільйонерів провінції Західна Ява, Індонезія. Депок із координатами 6°23′24″ пд. ш. 106°49′48″ сх. д. / 6.39000° пд. ш. 106.83000° сх. д., розташований на північному заході острова Ява. Місто розвивається як місто-супутник Джакарти, багато жителів працюють в столиці Індонезії.

## Географія і населення

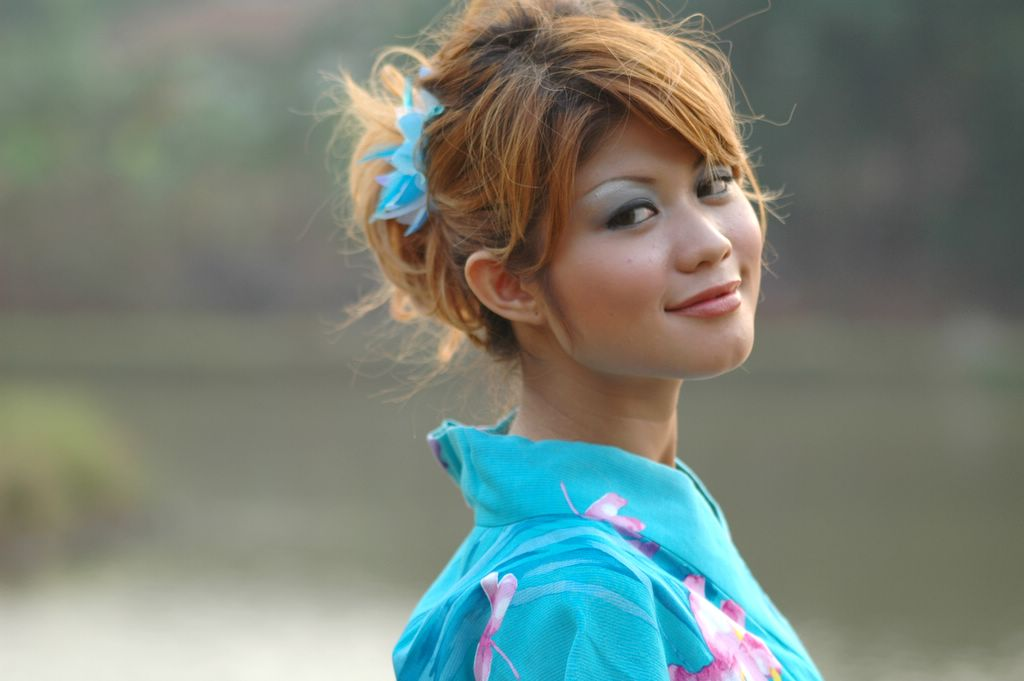
Індонезійка в блакитному кімоно, Депок

Місто знаходиться на південь від індонезійської столиці Джакарти. Площа міста 200,29 км², населення — 2 056 335 жителів на 2020 рік. Густина населення 7,054 чол./км².

## Історія
18 травня 1696 року колишній офіцер VOC Корнеліс Честелейн купив 12,44 км² землі, що складає 6,2 % теперішньої території Депока. Розвиваючи індустріальні заводи за допомогою місцевих робітників, Честелейн приділяв увагу христианізації ідонезійців. Він заснував конгрегацію «De Eerste Protestante Organisatie van Christenen» (DEPOC). Хоча назва Depok, що значить «самітня оселя» існувало і до створення конгрегації, деякі дослідники вважають, що саме абревіатура дала назву місту. Після своєї смерті Корнеліс Честелейн звільнив всіх своїх рабів і наділив їх землею, зробивши землевласниками.
У 1871 році голландський уряд дозволив Депоку мати власний уряд і президента. У 1952 році контроль над містом перейшов до уряду Індонезії.
У березні 1982 року Депок був перекваліфікований в адміністративне місто, в 1999 році в місто, що очолюється мером.
20 квітня 1999 року Депок приєднав до себе деякі райони Боґор, і його площа стала рівною 200,29 км². Ця дата святкується як дата заснування Депоку.

## Адміністративний поділ

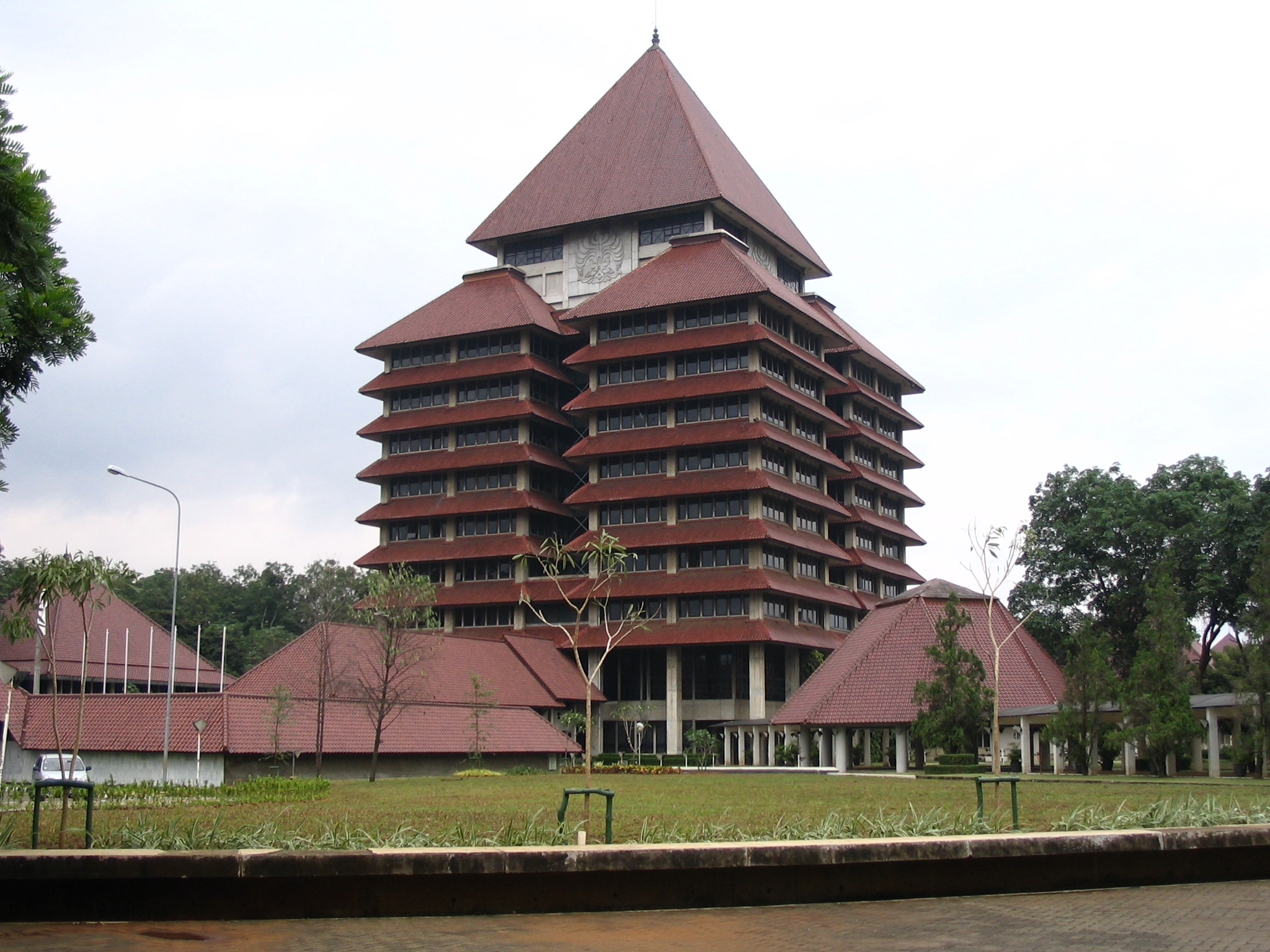
Індонезійський університет в Депоку

Місто ділиться на 6 районів: Беджі (Beji), Чіманггіс (Cimanggis), Лімо (Limo), Панчоран Мас (Pancoran Mas), Саванґан (Sawangan) і 
Сукмаджая (Sukmajaya).

### Мери
Список мерів Депока:
- Мохаммад Рукаса Сурадімаджа (1982—1984)
- Ібід Тамджід (1984—1988)
- Абдул Вахьян (1988—1991)
- Мохаммад Масдукі (1991—1992)
- Соф'ян Сафарі Хамім (1992—1996)
- Бадрул Камал (1997—2005)
- Нур Махмуді Ісмаіл[en] (2006—2016)
- Мохаммад Ідріс Абдул Сомад[en] (з 2016)

## Освіта

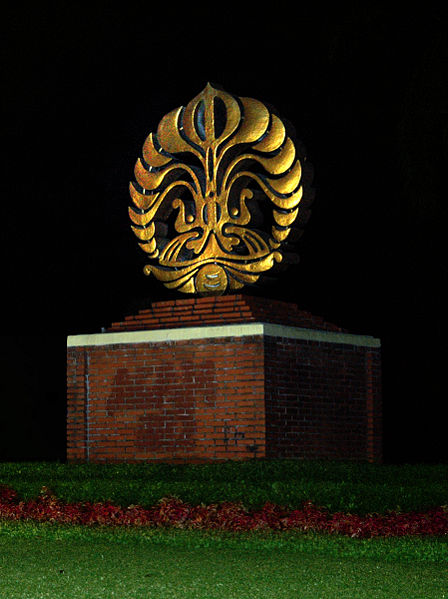
Пам'ятник в Депоку у кампуса університету

Депок відомий як місто студентів, у місті розташовані такі великі університети:
- Індонезійський університет
- Universitas Gunadarma
- Politeknik Tugu
- Politeknik Negeri Jakarta

В Депоку є приватні мовні школи: EF English First, ILP та інші.

## Охорона здоров'я
В Депоку розташовані такі лікарні і клініки:
- RSIA Hermina
- RS Bunda
- RS Tugu Ibu
- RS Sentra Medika
- RS Puri Cinere
- Rumah Sakit Bhakti Yudha

## Економіка
В Депоку розташовані такі торговельні центри: Margo City, Mall Depok, Depok Plaza, SixtyOne Building і Depok ITC.

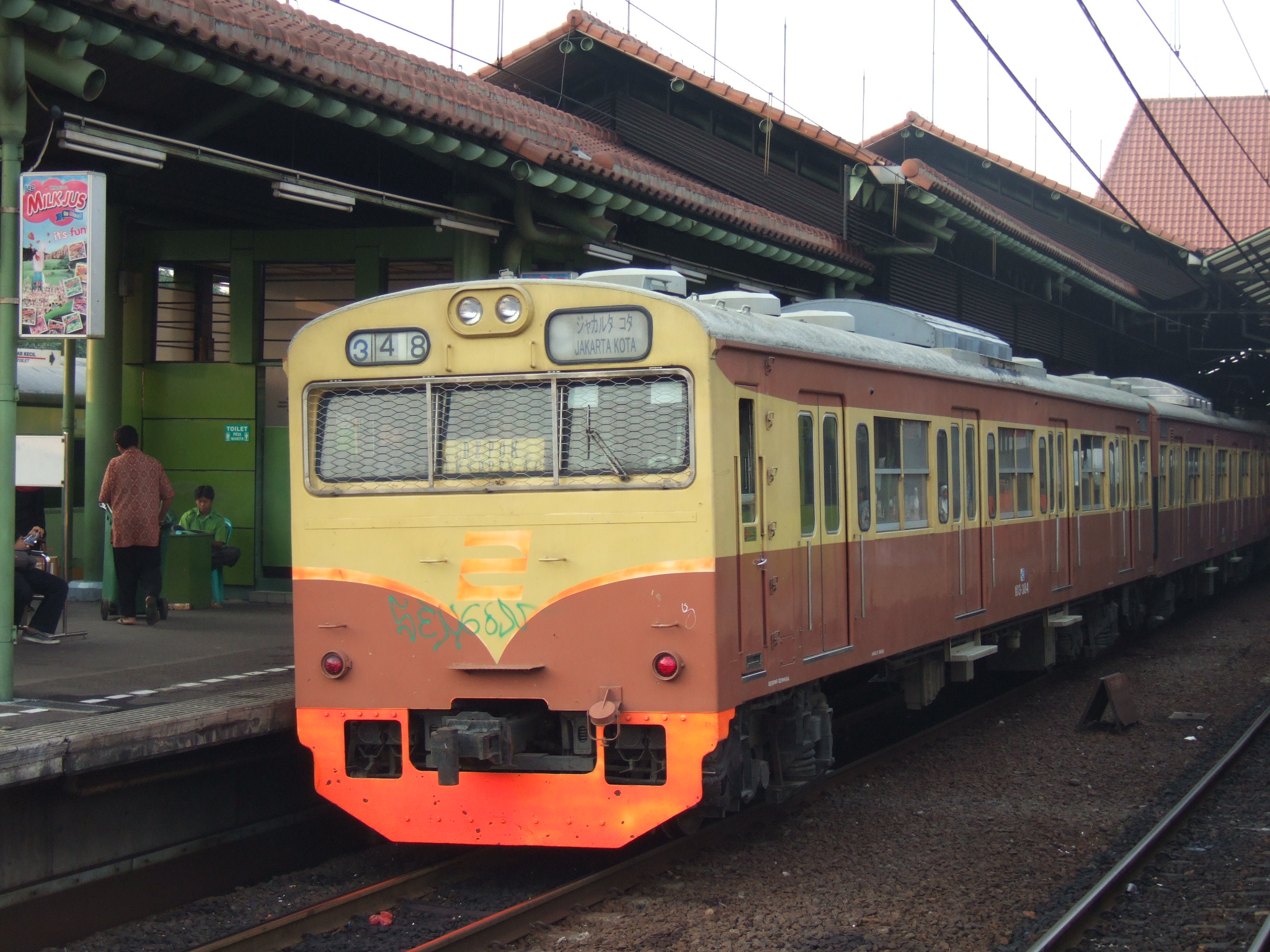
Експрес в Депоку

## Транспорт

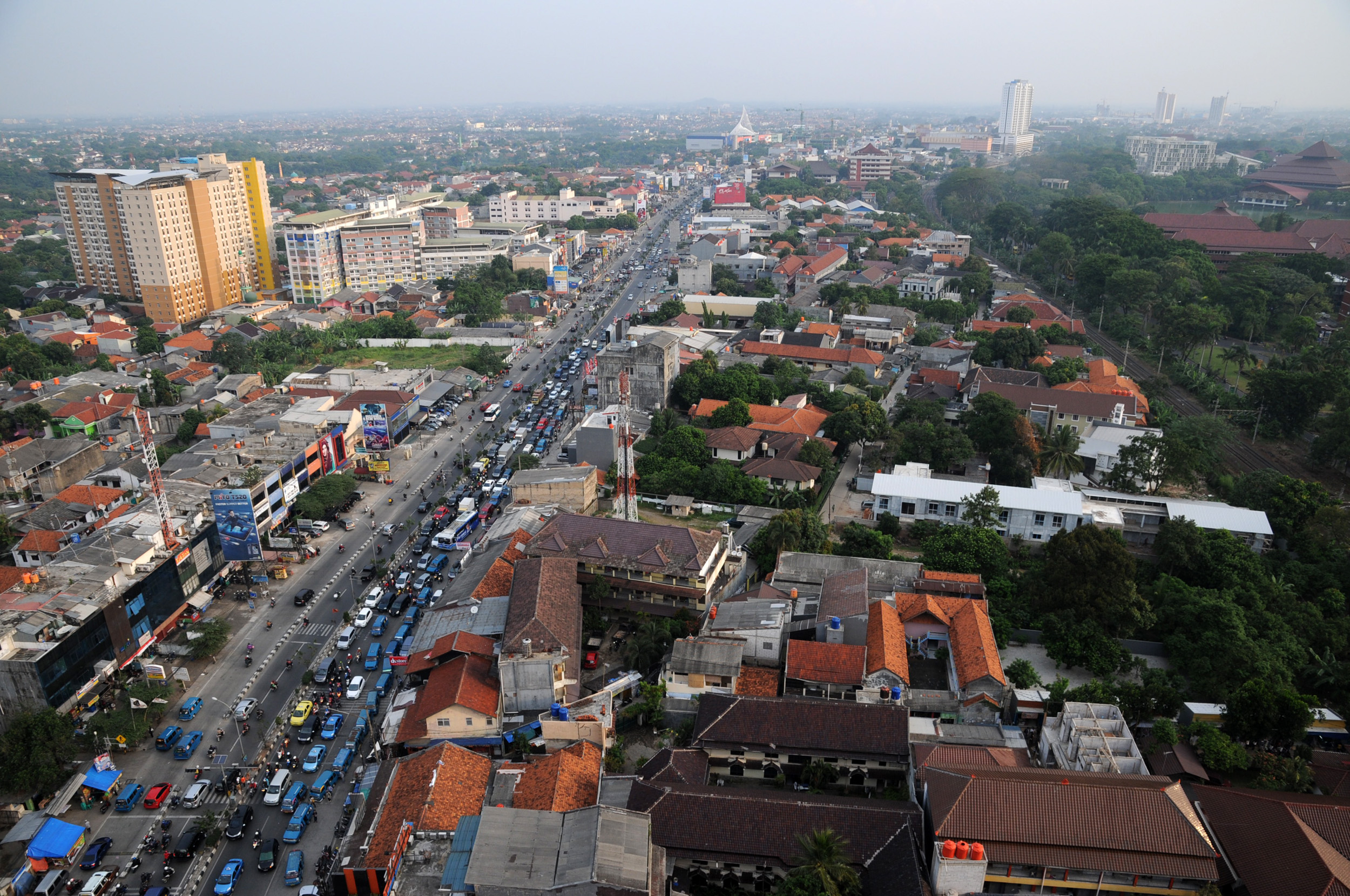
Вулиця в Депоку
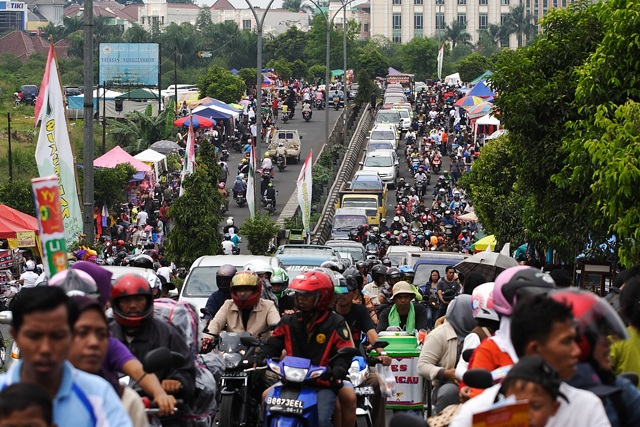
Вуличні затори

Головним засобом пересування в місті є мотоцикли та машини. Як супутник Джакарти, Депок відомий своїм дуже щільним дорожнім рухом. На дорогах між Джакартою і Депоком зазвичай пробки.
Існує автобусна мережа, а також система швидкісного транспорту KRL Jabodetabek. Слово Jabo(de)tabek розшифровується як з'єднання перших літер назв міст: Jakarta, Bogor, Depok, Tangerang та Bekasi. Потяги є найшвидшим і найпопулярнішим транспортом для поїздок в центральну частину Джакарти, тому в них багатолюдно.

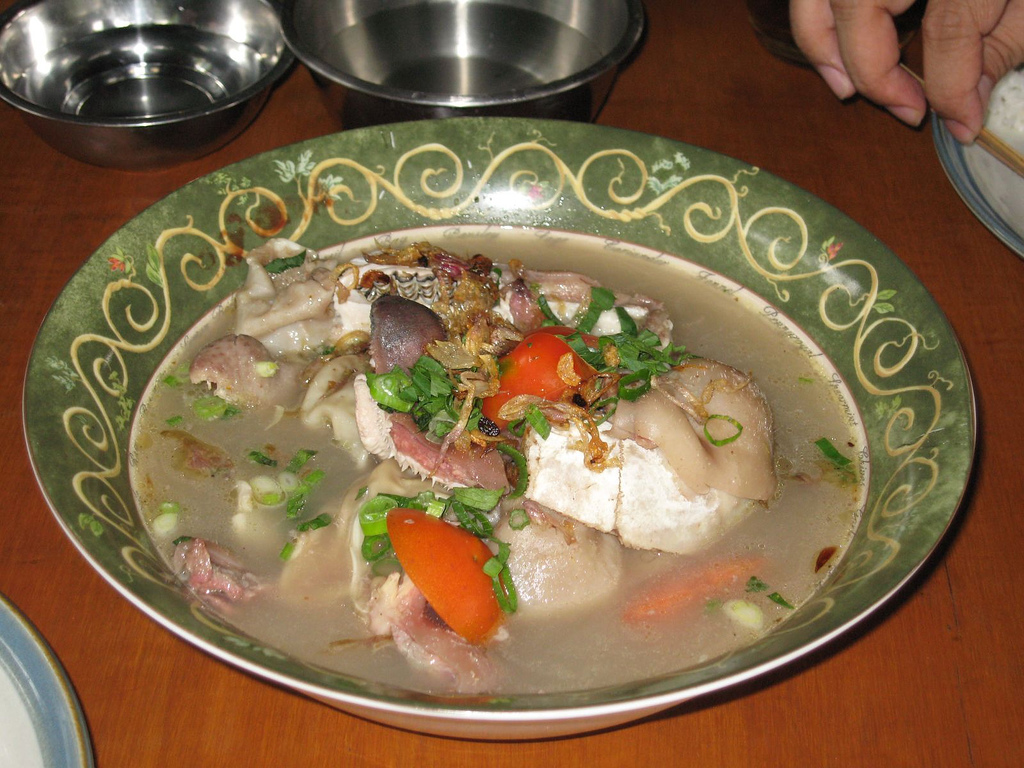
Місцевий суп

## Визначні місця

### Їжа
В Депоку існує чимало місцевих ресторанів із традиційною кухнею, у той же час існують і міжнародні мережі, такі як McDonald's, A&W, Kentucky Fried Chicken, Starbucks.

## Спорт
В Депоку є футбольна команда Персікад, що грає на стадіоні Мерпаті (40000).

## Галерея

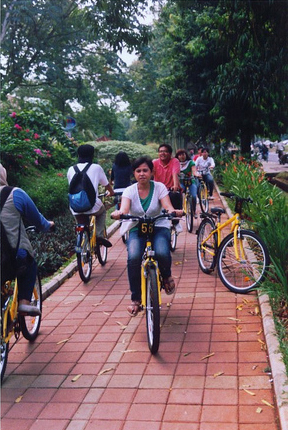
Студенти на велодоріжці
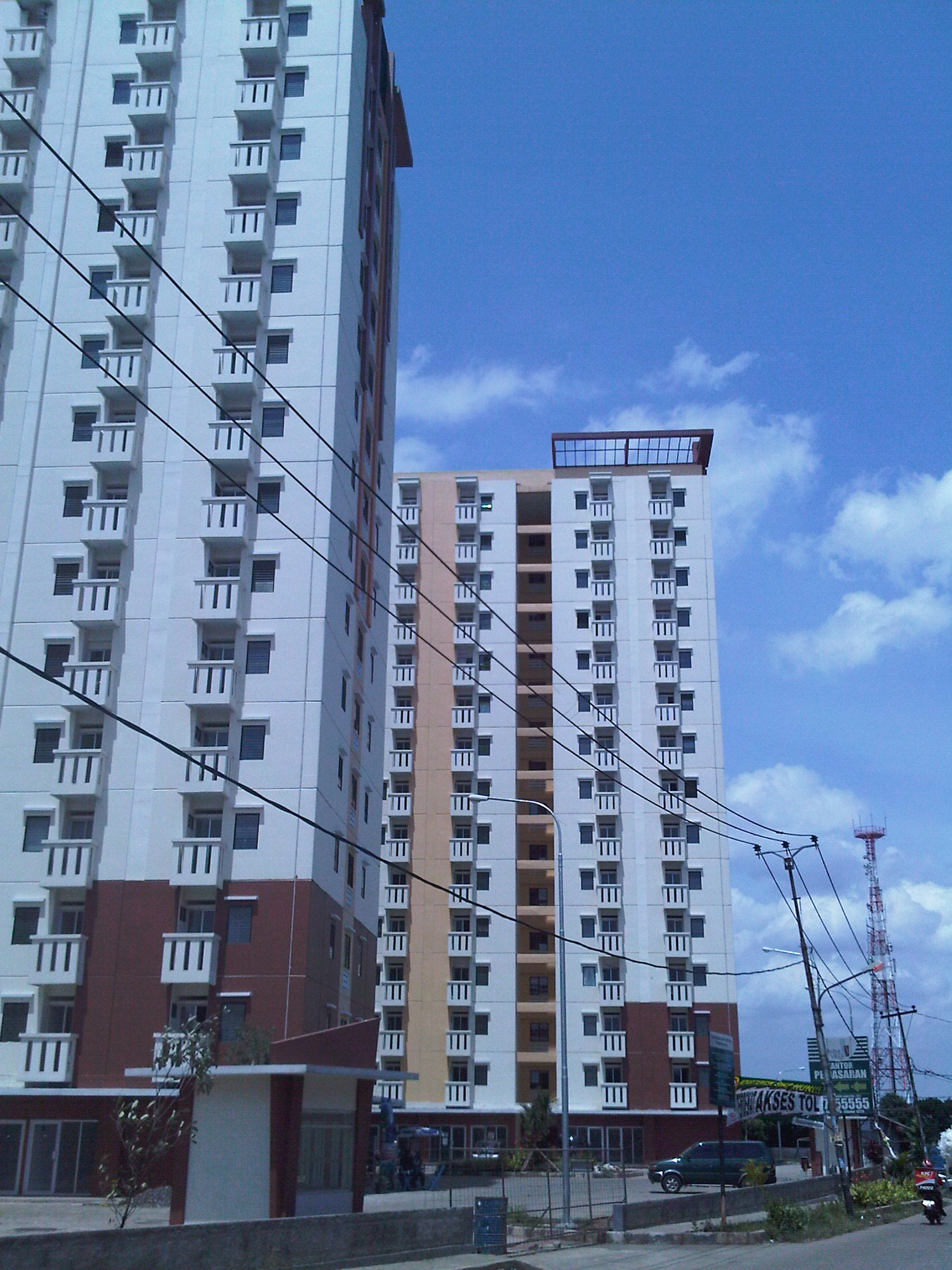
Житлові будинки
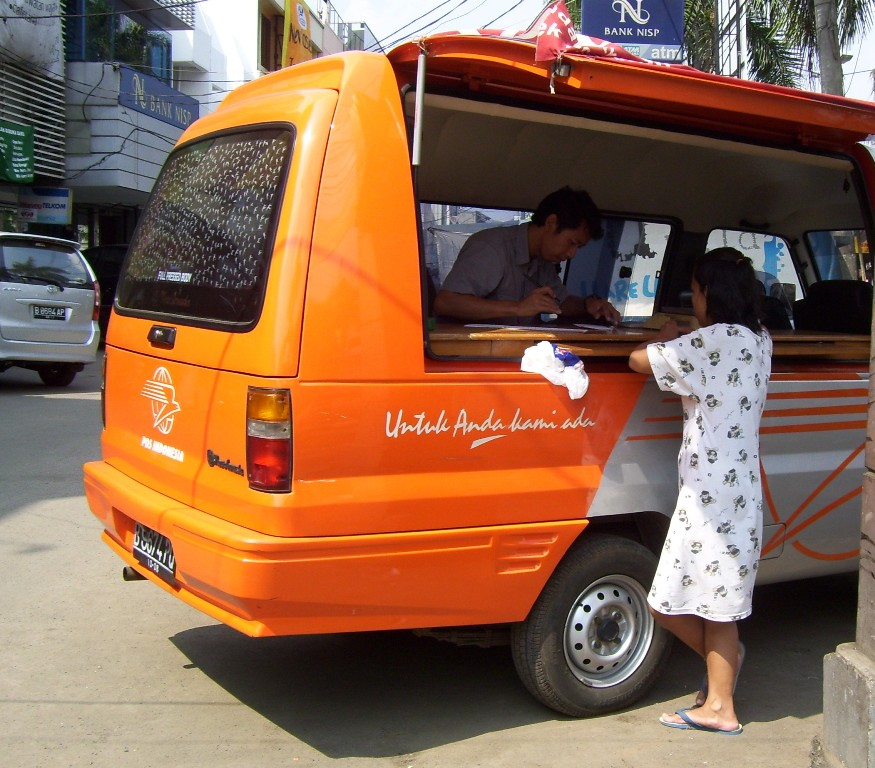
Мобільна пошта
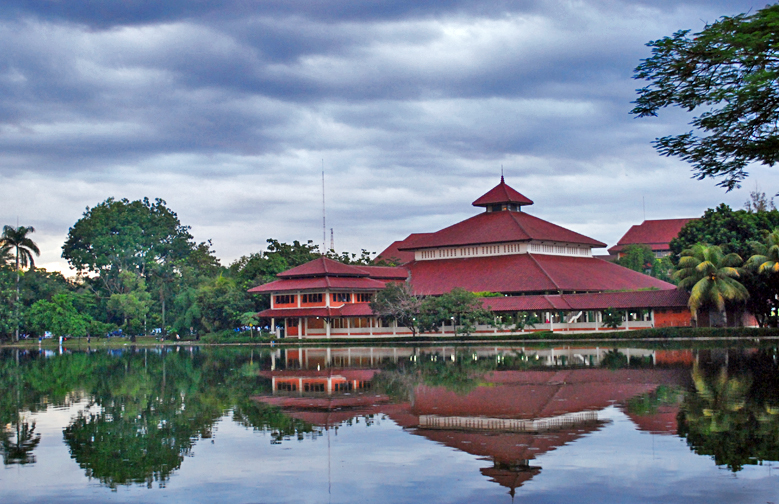
Університетська мечеть